# Parafia Podwyższenia Krzyża Świętego w Karwinie
Parafia Podwyższenia Krzyża Świętego w Karwinie – parafia rzymskokatolicka znajdująca się w Karwinie, w dzielnicy Frysztat, w kraju morawsko-śląskim w Czechach. Należy do dekanatu Karwina diecezji ostrawsko-opawskiej. Erygowana najprawdopodobniej w dobie lokacji Frysztatu, na początku XIV wieku, najstarsza w mieście.
Msze prowadzone są również w języku polskim dla polskiej mniejszości.

## Historia
Parafia powstała najpewniej w okresie lokacji miasta, w pierwszej połowie XIV wieku. Sprawozdanie z poboru świętopietrza z 1335 sporządzone przez Galharda z Cahors nie wspomina jeszcze Frysztatu, lecz parafia zapewne już istniała, jako że było to miasto rządzące się na prawie zachodnim, a posiadanie własnej parafii było kwestią prestiżu jego mieszkańców. W 1377 wzmiankowany jest po raz pierwszy frysztacki kościół, kiedy to książę cieszyński Przemysław I Noszak rozszerzył nadanie na ołtarz Bożego Ciała i św. Jana Ewangelisty 10 grzywien groszy rocznego dochodu z miejskich podatków, a nadanie to miało już funkcjonować "od starych czasów". Parafia została wymieniona w spisie świętopietrza, sporządzonym przez archidiakona opolskiego Mikołaja Wolffa w 1447, pośród innych parafii archiprezbiteratu (dekanatu) w Cieszynie pod nazwą Freyenstat. Na podstawie wysokości opłaty w owym sprawozdaniu liczbę ówczesnych parafian (we wszystkich podległych miejscowościach) oszacowano na 930.
Pierwotnym wezwaniem świątyni parafialnej było Nawiedzenie Najświętszej Maryi Panny, a do zmiany wezwania na Świętego Krzyża doszło w późnych czasach nowożytnych.

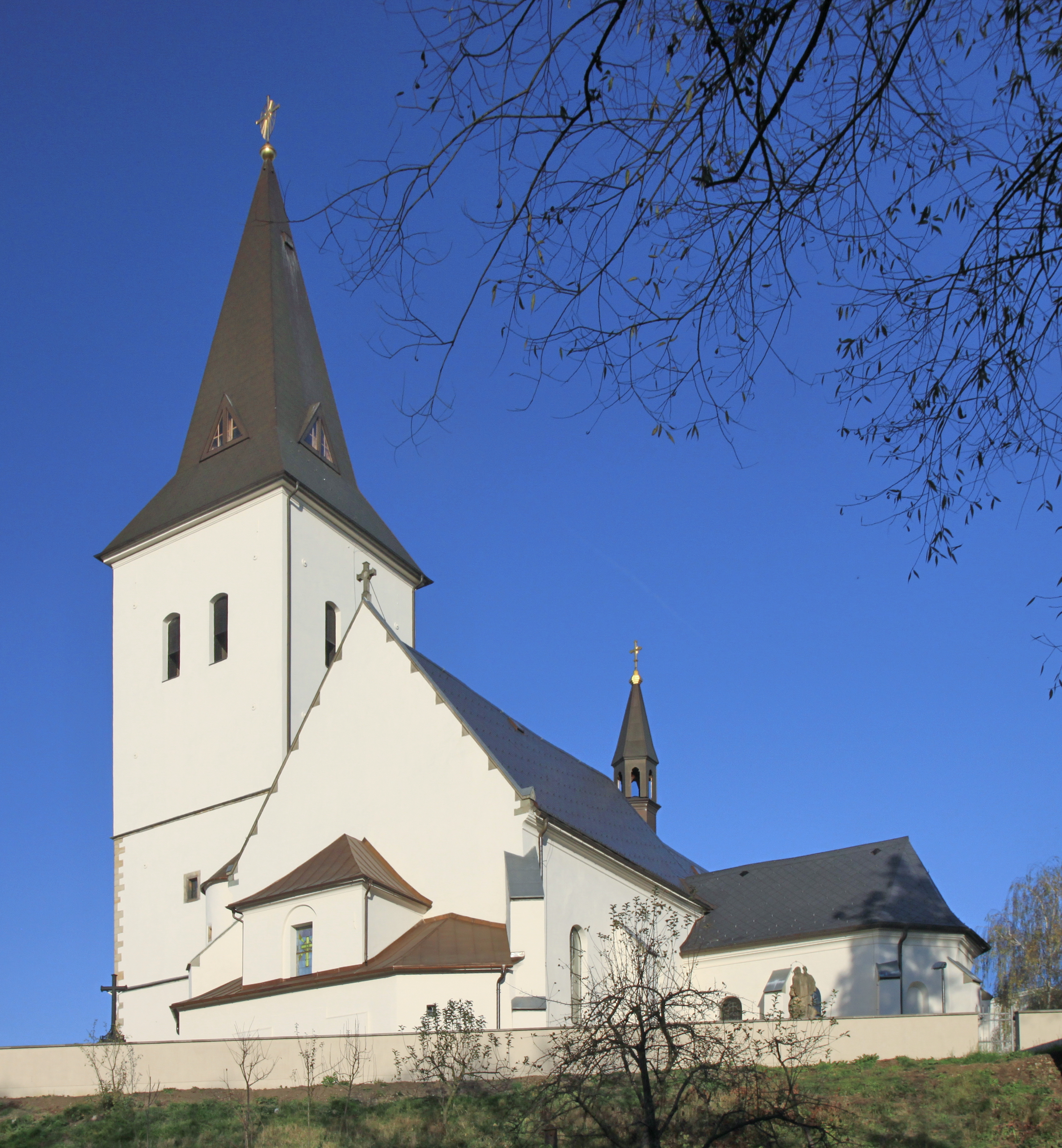
Kościół Podwyższenia Krzyża Świętego

W okresie Reformacji kościół został przejęty przez ewangelików. 14 kwietnia 1654 został im odebrany przez specjalną komisję. 15 października tego samego roku Andrzej Scodonius, kościelny komisarz cieszyński, dokonał nowego podziału komisariatu cieszyńskiego na archiprezbiteraty (dekanaty), tworząc również nowy dekanat frysztacki.
Po wojnach śląskich i oddzieleniu granicą od diecezjalnego Wrocławia, będącego w odtąd w Królestwie Prus, do zarządzania pozostałymi w Monarchii Habsburgów parafiami powołano w 1770 Wikariat generalny austriackiej części diecezji wrocławskiej. Po I wojnie światowej i polsko-czechosłowackim konflikcie granicznym Frysztat znalazł się w granicach Czechosłowacji, wciąż jednak podległy był diecezji wrocławskiej, pod zarządem specjalnie do tego powołanej instytucji zwanej: Knížebiskupský komisariát niský a těšínský. Kiedy Polska dokonała aneksji tzw. Zaolzia w październiku 1938 parafię jako jedną z 29 włączono do diecezji katowickiej, a 1 stycznia 1940 z powrotem do diecezji wrocławskiej. W 1947 obszar ten wyjęto ostatecznie spod władzy biskupów wrocławskich i utworzono Apostolską Administraturę w Czeskim Cieszynie, podległą Watykanowi. W 1978 obszar Administratury podporządkowany został archidiecezji ołomunieckiej. W 1996 wydzielono z archidiecezji ołomunieckiej nową diecezję ostrawsko-opawską.